# Atti di Paolo e Tecla
Gli Atti di Paolo e Tecla (latino: Acta Pauli et Theclae) sono un testo cristiano scritto in greco che narra delle gesta e della predicazione di Paolo di Tarso e della sua discepola Tecla di Iconio.
Tertulliano nel De Baptismo adversus Quintillam (17,5) riferisce che il testo fu scritto intorno all'anno 160 da un presbitero d'Asia, che, scoperta la sua frode, si giustificò dicendo di averlo composto in onore di Paolo, ma che fu privato del suo ufficio.
In origine il testo rappresentava, unitamente ad altre opere apocrife riferite a Paolo (Lettera dei Corinzi a Paolo, Terza lettera ai Corinzi, Martirio di Paolo), gli Atti di Paolo, ma in seguito le varie sezioni hanno avuto tradizioni distinte.
Dal punto di vista canonico, il testo è considerato un apocrifo del Nuovo Testamento.

## Contenuto
L'autore colloca il suo racconto nel quadro delle vicende narrate dagli Atti degli Apostoli: san Paolo in viaggio da Antiochia si ferma ad Iconio (che fu effettivamente una tappa del suo primo viaggio).
Fuori dalla città gli era andato incontro Onesiforo con la sua famiglia, il quale poté riconoscerlo da una descrizione che gli era stata inviata per lettera, riportata nel testo e alla base di alcune caratteristiche delle successive raffigurazioni del santo nell'iconografia cristiana ("uomo di bassa statura, la testa calva, le gambe arcuate, il corpo vigoroso, le sopracciglia congiunte, il naso alquanto sporgente"). 

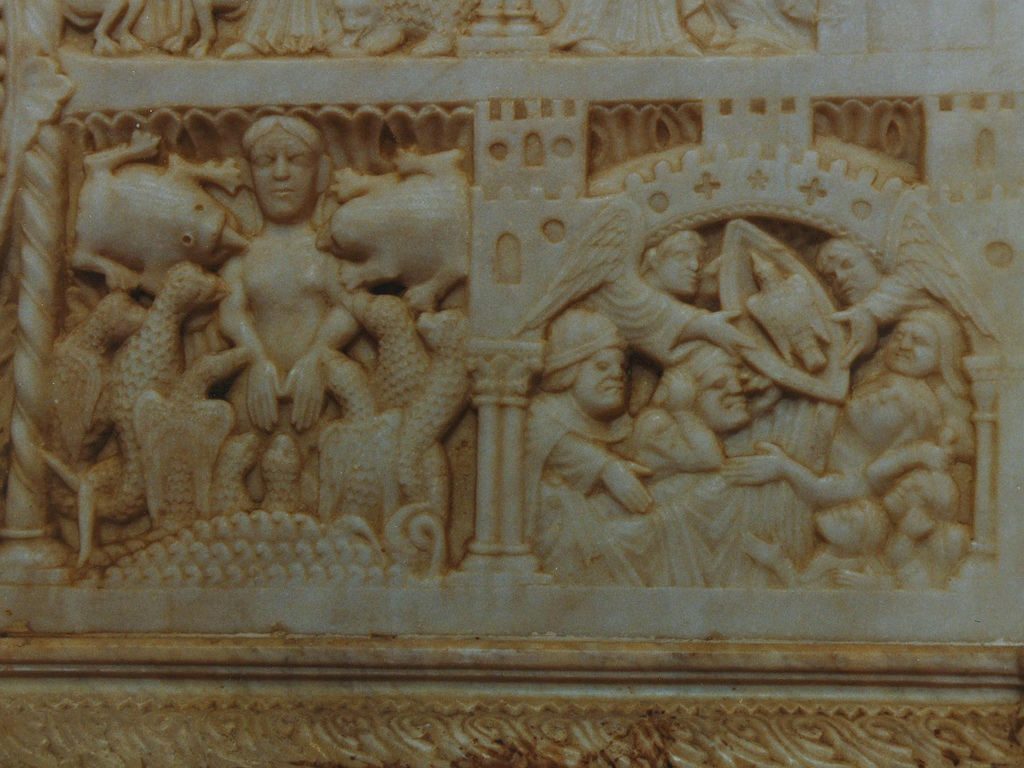
Santa Tecla tra le belve

Accolto nella casa di Onesiforo, Paolo vi predicò la parola di Dio sulla continenza e sulla resurrezione. Una giovane vergine di nome Tecla, ascoltava le parole di Paolo dalla finestra della sua casa e ne rimase affascinata. Il suo fidanzato, Tamiri, che si vedeva privato del prossimo matrimonio, accusò Paolo presso il governatore della città, che lo condannò alla fustigazione. Tecla, su istigazione di sua stessa madre, venne condannata al rogo, ma una tempesta miracolosa e un terremoto le permisero di sfuggire al martirio.
Riunitasi con Paolo, Tecla lo accompagnò ad Antiochia di Pisidia, dove fu costretta a difendersi dalle insidie del ricco Alessandro, il quale, respinto, la accusò presso il governatore: questi la condannò ad essere divorata dalle belve, nonostante le proteste delle donne della città. In attesa dello spettacolo, venne affidata alla "regina" Trifena, che aveva deciso di accoglierla in seguito ad una raccomandazione della figlia defunta apparsale in sogno, in modo che Tecla pregasse per lei e che per sua intercessione potesse passare in paradiso.
Già alla sfilata delle belve, una leonessa le aveva leccato i piedi e Tecla le si era seduta in groppa. Durante lo spettacolo, accompagnato dalle proteste delle donne della città per la condanna ingiusta, le belve si ammansirono e gli altri supplizi tentati non ebbero effetto per la protezione divina. Intanto la santa si era battezzata da sola, gettandosi in una grande vasca. Venne quindi liberata tra i festeggiamenti delle donne e fu ospitata nuovamente da Triferna, che si convertì con le sue ancelle.
Saputo che Paolo si trovava nella città di Mira, prese con sé dei giovani, si vestì da uomo e lo raggiunse. Poi espresse il proposito di tornare nella nativa Iconio e Paolo le rispose di andare e di insegnarvi la parola di Dio. A Iconio rivide la madre. Si recò quindi a Seleucia di Isauria.
Da questo punto i diversi manoscritti presentano finali leggermente diversi: il più ampio di essi prosegue raccontando come, stabilitasi in una grotta, avesse vissuto in eremitaggio e avesse radunato intorno a sé una comunità di donne che avevano seguito il suo esempio. I malati che si avvicinavano alla montagna venivano guariti e i demoni scacciati.
Dopo 72 anni, quando la santa aveva raggiunto l'età di 90 anni, i medici pagani della città, che avevano perso i loro clienti, ritenendola consacrata ad Artemide, mandarono degli uomini per violentarla, in modo che perdesse la protezione della dea, ma la santa sfuggì loro per intervento divino, scomparendo nella roccia il 24 settembre.

## Significato e interpretazioni
Nonostante la condanna da parte degli apologeti, ebbe una grande diffusione, e ne sono conosciute versioni in greco e in copto. In un manoscritto copto la storia di Tecla è inserita all'interno degli Atti di Paolo e potrebbe dunque in origine essere stata concepita come parte di un racconto più ampio.
Il suo culto si diffuse in Asia Minore, in particolare a Iconio, a Nicomedia e a Seleucia (oggi Silifka), dove un santuario esisteva già alla fine del IV secolo e venne descritto dalla nobile Egeria nel diario del suo pellegrinaggio in Terrasanta (Peregrinatio Aetheriae,  23.4).
La vicenda riprende la forma tipica dei romanzi greci di età ellenistica: vi sono le peripezie della giovane e ricca eroina, i salvataggi straordinari e la difesa della propria castità insidiata, ma trasfigurati in forma cristiana, per cui, al posto delle vicende amorose dei due protagonisti, si trova la conversione di Tecla in seguito all'ascolto della parola di Paolo e l'intervento miracoloso di Dio che protegge la santa condannata al supplizio.
Il testo è caratterizzato da una marcata difesa della castità: a Iconio dove avviene la conversione di santa Tecla, san Paolo viene portato in giudizio con l'accusa di aver traviato le fanciulle della città che non volevano più sposarsi e quanto viene riportato della sua predicazione è incentrato intorno a questo tema. Questa posizione sembra differente da quella autentica del santo: nella Prima lettera a Timoteo (4.1-3) si condanna per esempio esplicitamente la negazione del matrimonio. Tuttavia il testo attesta un'interpretazione dell'insegnamento di Paolo esistente nel II secolo.
Contemporaneamente sembra essere l'espressione di una posizione meno subordinata delle donne nell'ambito del cristianesimo delle origini: santa Tecla viene inviata da Paolo a predicare e convertire (ed è venerata dalla Chiesa ortodossa come "protomartire" e  "isoapostola", pari agli apostoli), è difesa dalle donne di Antiochia di Pisidia  e raccoglie intorno a sé le altre donne a Seleucia. Tertulliano (De Bapt., 17)  si lamentava che alcuni cristiani di Alessandria seguendo questo testo rivendicassero la possibilità per le donne di battezzare e di insegnare in chiesa.